# Futsal Club Westland
Il Futsal Club Westland, attualmente denominato FCW EventPlaza, è una squadra olandese di calcio a 5, rifondata nel 2009, con sede a Rijswijk. Partecipa alla prima divisione del campionato olandese di calcio a 5

## Rosa 2009-2010
| N. |                        | Ruolo | Calciatore          |
| -- | ---------------------- | ----- | ------------------- |
| 1  | Paesi Bassi (bandiera) | P     | Jeffrey Brand       |
| 12 | Paesi Bassi (bandiera) | P     | Danny van den Oever |
| 13 | Paesi Bassi (bandiera) | P     | Demian Brouwer      |
| 24 | Paesi Bassi (bandiera) | P     | Remco Jacobs        |
| 3  | Paesi Bassi (bandiera) | G     | Farid Overman       |
| 8  | Paesi Bassi (bandiera) | G     | Yoni Sahertian      |
| 14 | Paesi Bassi (bandiera) | G     | Ricky Brand         |
| 21 | Paesi Bassi (bandiera) | G     | Wouter Lock         |

| N. |                        | Ruolo | Calciatore        |
| -- | ---------------------- | ----- | ----------------- |
| 5  | Paesi Bassi (bandiera) | G     | John Poeran       |
| 10 | Paesi Bassi (bandiera) | G     | Brahim Saidi      |
| 16 | Paesi Bassi (bandiera) | G     | Rodchenko Monkou  |
| 18 | Paesi Bassi (bandiera) | G     | Osman Omar        |
| 19 | Paesi Bassi (bandiera) | G     | Ibrahim el Otmani |
| 20 | Paesi Bassi (bandiera) | G     | Bryan de Bruin    |
| 22 | Paesi Bassi (bandiera) | G     | Ronaldo Minta     |
| 23 | Paesi Bassi (bandiera) | G     | Patrick Triep     |